# Aenictopechys
Aenictopechys is een geslacht van wantsen uit de familie van de Aenictopecheidae. Het geslacht werd voor het eerst wetenschappelijk beschreven door Breddin in 1905.

## Soorten
Het genus bevat de volgende soort:

- Aenictopechys necopinatus Breddin, 1905